# Lars-Eric Aaro
Lars-Eric Aaro, född den 26 juni 1956 i Vittangi, är en svensk företagsledare. Han blev 2009 VD och koncernchef för LKAB, men trädde av posten den 15 september 2015.
Aaro studerade vid Luleå tekniska universitet, där han senare, år 2007, utsågs till teknologie hedersdoktor. Han blev 1984 gruvchef för LKAB:s koppargruva Viscaria. Han invaldes 2004 som ledamot av Ingenjörsvetenskapsakademien. Den 14 juli 2011 var han värd för radioprogrammet Sommar i Sveriges Radio P1.